# غاريث باري

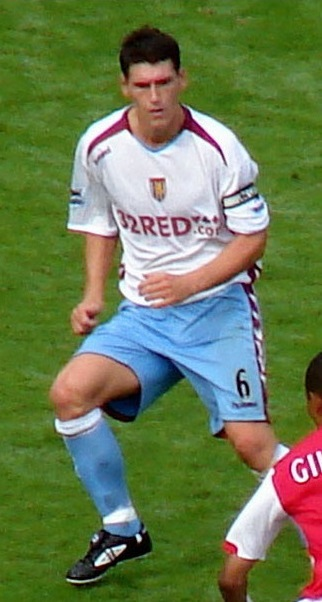
غاريث باري

غاريث باري (بالإنجليزية: Gareth Barry)‏، من مواليد 23 فبراير 1981 في هيستنغس في إنجلترا، لاعب كرة قدم إنجليزي سابق.
بدأ مسيرته الكروية مع نادي أستون فيلا في عام 1997 ،وانتقل في عام 2009 إلى مانشستر سيتي الإنجليزي، وفاز معه ببطولة كأس الاتحاد الإنجليزي موسم 2010-2011، و الدوري الإنجليزي الممتاز في الموسم التالي، وأخيرا درع المجتمع الخيرية عام 2012.
وفي بداية موسم 2013-14 انتقل باري للعب في صفوف نادي إيفرتون الإنجليزي بنظام الإعارة لموسم واحد.
و كان قد بدأ باللعب مع منتخب إنجلترا لكرة القدم في عام 2000 حتى عام 2012.

## روابط خارجية
- غاريث باري على موقع الاتحاد الدولي (مؤرشف)  (الإنجليزية)
- غاريث باري على موقع الاتحاد الأوربي (الإنجليزية)
- غاريث باري على موقع إي إس بي إن إف سي (الإنجليزية)
- غاريث باري على موقع قاعدة بيانات كرة القدم.إي يو (الإنجليزية)
- غاريث باري على موقع ليكيب (الفرنسية)
- غاريث باري على موقع ناشيونال فوتبول تيمز (الإنجليزية)
- غاريث باري على موقع Soccerbase.com (لاعب) (الإنجليزية)
- غاريث باري على موقع Soccerway.com (الإنجليزية)
- غاريث باري على موقع عالم كرة القدم.نت (الإنجليزية)
- غاريث باري على موقع كووورة